# Chemical Chords
Chemical Chords è il nono album discografico in studio del gruppo musicale inglese Stereolab, pubblicato nel 2007.

## Tracce
1. Neon Beanbag – 3:49
2. Three Women – 3:46
3. One Finger Symphony – 2:05
4. Chemical Chords – 5:12
5. The Ecstatic Static – 4:44
6. Valley Hi! – 2:14
7. Silver Sands – 3:08
8. Pop Molecule (Molecular Pop 1) – 2:15
9. Self Portrait with "Electric Brain" – 3:16
10. Nous Vous Demandons Pardon – 4:52
11. Cellulose Sunshine – 2:36
12. Fractal Dream of a Thing – 3:37
13. Daisy Click Clack – 3:28
14. Vortical Phonotheque – 3:07